# Sến nghệ
Sến nghệ (danh pháp khoa học: Shorea henryana; tiếng Anh thường gọi là White Meranti) là một loài thực vật thuộc họ Dipterocarpaceae. Loài này có ở Campuchia, Lào, Malaysia, Myanmar, Thái Lan, và Việt Nam.